# أحمد الصياد
أحمد الصياد (10 فبراير 1976)، مطرب وملحن عراقي

## حياته
ولد في بغداد - العراق، يعرف عنه انه لحن بعض من أغانيه بنفسه حتئ الآن وتعاون مع أكثر من ملحن له ألقاب عديده أهمها «صياد المواويل» و «سندباد الأغنية العراقية» الذي منحه إياه إذاعة مونتكارلو باريس وبعض القنوات الفضائية ()(). ينحدر الصياد من عائلة محافظة ومتوسطة الدخل له اربع أخوه هم (محمد، حسين، سعد وعلي) وثلاث أخوات..عاش الصياد محن كثيره بسبب الضغوط العائلية لرفضهم للفن الا انه أصر علئ إكمال مسيرته الفنية أكتشف عنده البوادر الفنية عندما كان عمره 10 سنوات حيث كان يشارك في الأنشطة المدرسيه الغنائية وكان يغني للشاعر محمد رحيمة الطائي والملحن محمد هادي بأغنيتين هما «يا شميسه تعالي» و «ألك تحلا الهلاهل» وكان يعتمد علئ نفسه منذ الصغر حيث كان يساعد عائلته وعمل في أحد مصانع الخياطة في منطقة الشورجة مع عمه (كريم شنيشل) ومهن أخرى شاقة كثيرة كالعمل فالبناء...الخ الئ أن جمع ثمن آله موسيقية العود وكان ثمنها 150 دينار عراقي في وقتها، وتتلمذ علئ يد العازف الأستاذ علي الامام والأستاذ حجي معتز ولحن أول أغنية له بعنوان هجرتي. ومن ثم دخل أكاديمية الفنون الجميلة (جامعة بغداد) عام 1995 وتخرج عام 2000 وبعد التخرج درس مادة التاريخ ونظريات الموسيقى للتلاميذ في دولة الإمارات العربية المتحدة ويحمل الجواز العراقي فقط. في عام2004 حصل علئ الأقامة في دبي وهو مقيم بها إلى الآن.

### حياته الشخصية
تزوج الفنان أحمد الصياد عام 2014 من مهندسة عراقية وأقيم حفل الزواج في دبي في فندق الماريوت بحضور نخبه من الفنانين والشعراء والصحفيين والرياضيين، وكان حفل مميز جداً حيث شارك في الغناء مجموعة من الفنانين المطربين: حاتم العراقي، قاسم السلطان، تيسير السفير، لؤي نانا، فهد نوري، أحمدجواد، محمد السالم، علي جوهر، علاء الشاعر، قصي حاتم العراقي، بالإضافة مشاركة الشعراء: كريم العراقي، عباس جيجان، حامد الغرباوي، كاظم السعدي وفي عام 2015 رزق بطفلة اسمها مريم.

## حياته الفنية
بدأ حياته الفنية من خلال تعاونه مع الشاعر علي العتابي والملحن ضياء الدين عام 1993 حيث أصدر أول ألبومه الفني من أنتاج شركة النظائر بعنوان (الرمح). ومن ثم تعاون مع شركة الدار البيضاء للأنتاج الفني عام 1997 وأنتجت له ألبوم غنائي بعنوان (عشكناكم) ومن ثم أصدرت له نفس الشركة عام 1998 ألبوم محاوره غنائية مواويل عراقية مع الفنان محمد عبد الجبار وفي نفس العام صور أول فديو كليب له بعنوان أريد أنساك ما أكدر وفي عام 1999 أنتجت له الدار البيضاء المنتج وليد دخو محاوره شعريه غنائية مع الشاعر العراقي خضير هادي وفي نفس العام صور فديو كليب بعنوان مابيه نگل أچدام، وفي عام 2000 أصدر ألبوم غنائي بعنوان هاتف من الغربة بمشاركة الفنانين (سعدية الزيدي، طالب الفراتي، عطارد عبد الخالق ومحمد الطائي)، وفي نفس العام صور فديو كليب ودعتك آنه بليل. ومن ثم تم التعاون مع الملحن نصرت البدر والشاعر ضياء الميالي في مجموعة من الأغاني... وايضاً تم التعاون مع الملحنين (ضياء الدين، شاكر حسن، علي صابر، علي خصاف، حسن فالح، حسن الشگرجي، علي بدر، مرتضى العبد الله 0000"') والشعراء ("' علي العتابي، عدنان هادي، ماجد عوده، خضير هادي، عزيز الرسام، كاظم السعدي، حامد الغرباوي، غازي السعدي، حيدر الساعدي، مشرف العتابي، فراس الحبيب، يوسف السوداني ولبيد هاني "') وفي عام 2007 أنتجت شركة ميلودي في الإمارات العربية المتحدة، المنتج مروان أبوالغنم ألبوم غنائي بعنوان "موبعتني" وفي عام 2010 أنتجت له شركة الإمارات للانتاج والتوزيع الفني ألبوم العرافة والفنجان ألحان نصرت البدر ووالبوم "' الخشابه "' تأثر الفنان أحمد الصياد برواد الغناء العراقي داخل حسن، رياض أحمد، ناظم الغزالي وسعدون جابر حيث عرف بصوته الشجي المتمكن من أداء المواويل والأطوار الريفية والمقامات العراقية وعذوبة صوته وذلك بشهادة فنانين كبار أمثال الفنانين والملحنين طالب القرة غولي، محمد جواد أموري، كاظم الساهر، صلاح عبد الغفور وحميد منصور.... ومن أغانيه واسعة الانتشار ولاقة نجاح جيد في بداية مشواره الفني مابيه نگل أجدام، ودعتك انه بليل، كوكتيل الصياد، مو بعتني وأستحسنها الجمهور العراقي المتذوق للفن الأصيل 0 وتتالت بعدها أعماله وتصوير كليباته منها " جذابات، العرافة والفنجان، رحت يبني، عيونك يالأسمر، ماعودتني تغيب عني، ماريدك ولا حاچيك، أنا الصياد، وياحبي الأبدي الحان نصرت الب ") آخرها فديو كليب غسلت إيدي وحيث شارك في العديد من المهرجانات العربية وأحياء الحفلات في مختلف الدول العربية والأوروبية ومنها (الإمارات، الكويت، البحرين، سوريا، لبنان، الأردن، فرنسا، هولندا، بلجيكا) عرف عن الصياد بقلبه الطيب وتواضعه وصاحب أخلاق عالية يعجب به كل من يلتقي به.

## الالبومات
- غسلت إيدي 2015
- العرافة والفنجان2010
- أنا الصياد[6] 2010
- الخشابة 2007
- مو بعتني[7] 2006
- جذابات[8] 2003
- ودعتك آنه بليل[9] 2001
- محاوره غنائية أحمد الصياد + محمد عبد الجبار[10] 1999
- هاتف من الغربة 1998[11]
- محاوره غنائية شعريه مع الشاعر خضير هادي شريط مواويل 1997([12])

1997
- عشگناكم 1996

## المهرجانات
- مهرجان بابل[13]
- مهرجان جرش: أربد: الأردن
- مهرجان دبي: الإمارات العربية المتحدة
- مهرجان فبراير: الكويت
- مهرجان حلب والشام: سوريا
- مهرجان بيروت: لبنان
- مهرجان باريس: فرنسا
- مهرجان المنامة والسيف: البحرين
- مهرجان بروكسل: بلجيكا
- مهرجان د نياخ وامستردام: هولندا